# BMW R 2
La BMW R 2 est un modèle de moto monocylindre de 200 cm3 construit, en plusieurs versions différentes, entre 1931 et 1936 par la marque allemande BMW.

## Contexte historique
En avril 1928, la réglementation allemande change : désormais, les motos de moins de 200 cm3 sont moins taxées et peuvent être pilotées sans permis de conduire.
BMW, qui avait abandonné le segment des moyennes cylindrées en 1927 à la suite de l'échec commercial de la R 39, décide d'y revenir en lançant un tout nouveau modèle : la R 2. Avec plus de 15 000 exemplaires vendus entre 1931 et 1936, la R 2 sera un succès pour la marque.

## Caractéristiques et évolutions

### 1resérie(1931)
Le moteur, un monocylindre à quatre temps culbuté de 198 cm3 délivrant 6 ch, est placé dans un cadre rigide en tôle emboutie, selon la technique déjà utilisée par la marque sur ses bicylindres R 11 et R 16. La R 2 est dotée d'une boîte de vitesses à trois rapports commandée par un levier situé à droite du réservoir, d'une transmission par arbre, et d'une fourche suspendue par ressorts à lames. Le carburateur est un Sum de diamètre 19 mm. Le frein avant est à tambour ainsi que, pour la première fois sur une BMW, le frein arrière. Avec une vitesse de pointe de 95 km/h et une consommation de 2,9 L/100 km, et malgré un prix relativement élevé, la R 2/1 rencontre un immédiat succès : 4 161 exemplaires sont vendus.

### 2esérie(1932-1933)
La R 2 est dotée d'un couvre culbuteurs, et certains exemplaires de 1933 sont équipés d'un carburateur Amal. À partir de juin 1933, la fourche est améliorée. 3 850 exemplaires de R 2/2 ont été produits.

### 3esérie(1934)
En 1934, les R 2 sont équipées d'un autre carburateur Amal et d'un nouvel arbre à cames. La puissance du moteur atteint 8 ch, et l'empattement est légèrement réduit. La R 2/3 apparait au catalogue en mars 1934 au prix de 850 marks. Elle a été produite à 2 077 exemplaires.

### 4esérie(1935)
En 1935, la R 2 subit quelques évolutions mineures : réservoir pus petit et plus allongé, nouvelle selle et éclairage avant Bosch. 2 700 exemplaires de R 2/4 ont été produits.

### 5esérie(1936)
Pour sa dernière année de production, la R 2 est dotée d'un nouveau carburateur Amal et d'un garde-boue arrière plus large. 2 500 exemplaires de R 2/5 ont été produits. La R2/5 est commercialisée comme modèle d'entrée de gamme jusqu'en 1937, année où elle est proposée au prix de 790 marks.

## Galerie

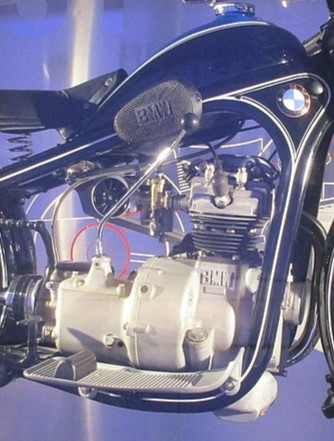
R2 de 1931 : cadre double, moteur sans cache culbuteur et levier de vitesses. Les commandes de frein arrière au pied et le kick sont visibles à l'arrière du moteur.
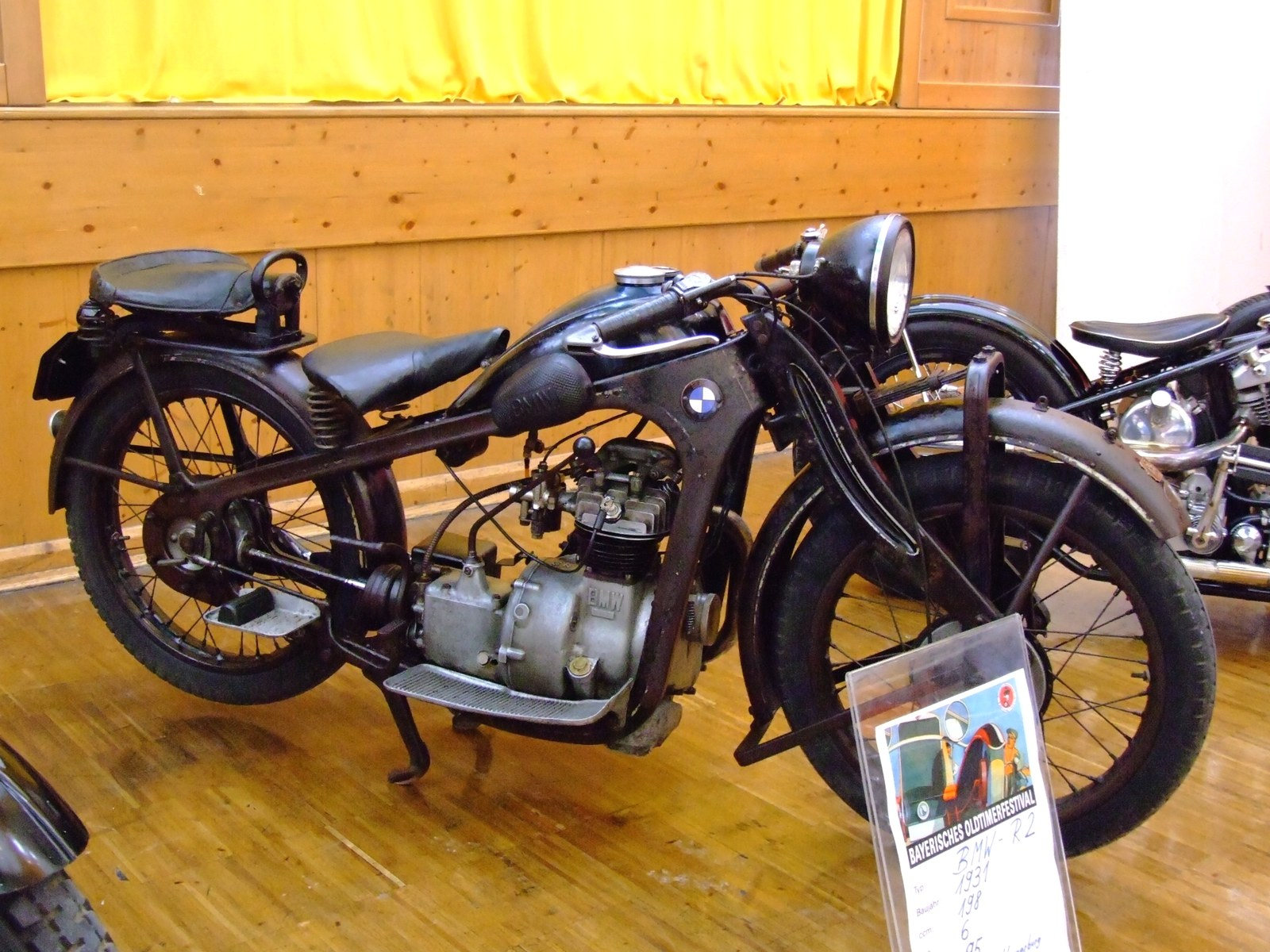
BMW R2 de 1931 équipée de deux selles individuelles.
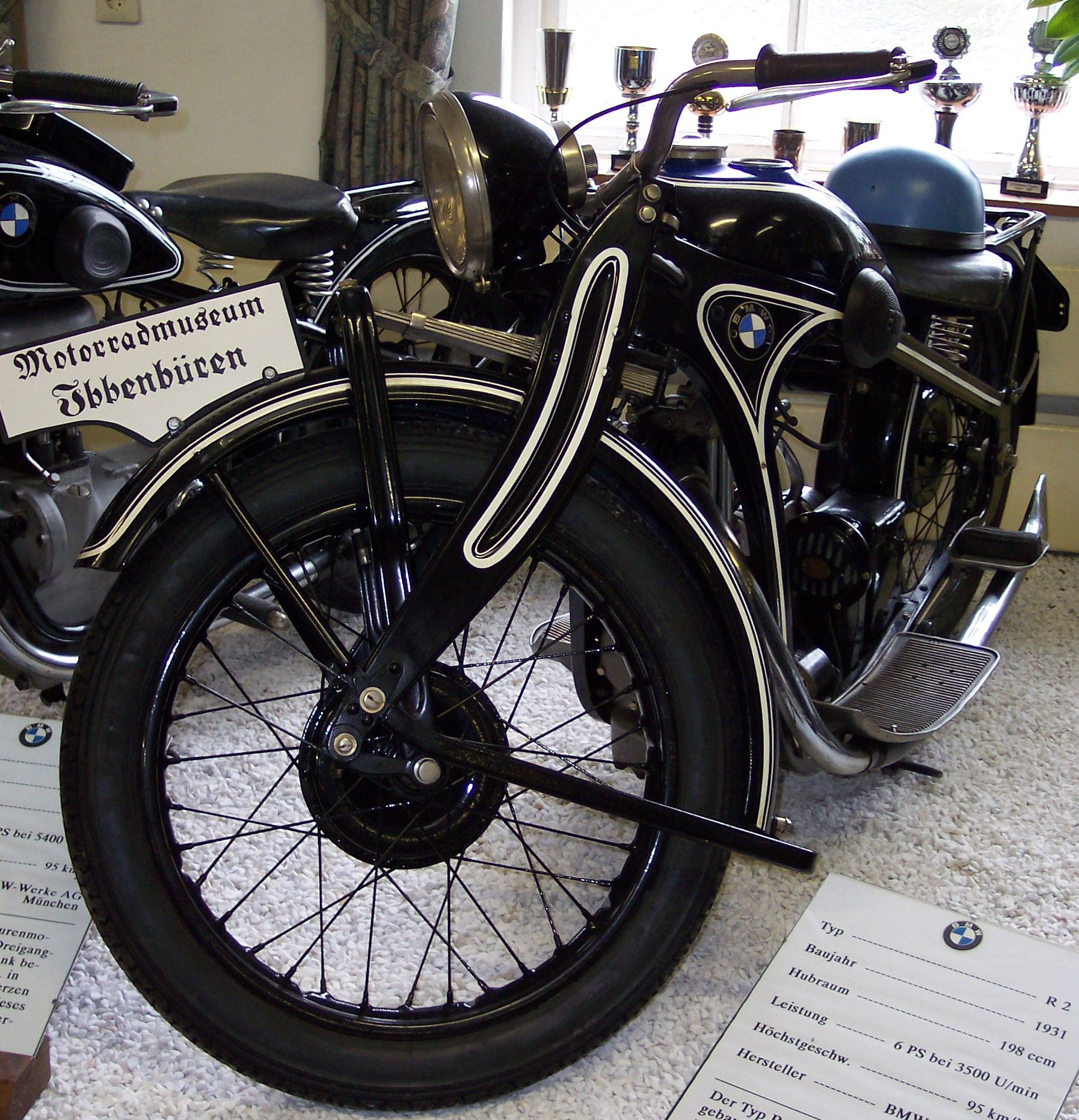
R2 de 1931 : fourche et roue avant, avec béquille rotative retenue par le garde-boue.

### Sites externes
- (de) Monocylindres BMW, sur cms.bmw-einzylinder.de
- (de) Site officiel BMW sur ses modèles historiques
- Fiches par marques et modèles, sur moto-collection.org